# Cratere Dufay
Dufay è un cratere lunare di 36,11 km situato nella parte nord-occidentale della faccia nascosta della Luna.
Il cratere è dedicato all'astronomo francese Jean Dufay.

## Crateri correlati
Alcuni crateri minori situati in prossimità di Dufay sono convenzionalmente identificati, sulle mappe lunari, attraverso una lettera associata al nome.
| Dufay | Coordinate            | Diametro (in km) |
| ----- | --------------------- | ---------------- |
| A     | 9°19′48″N 170°40′12″E | 17,01            |
| B     | 8°21′36″N 171°10′12″E | 21,22            |
| D     | 6°15′36″N 170°38′24″E | 27,91            |
| X     | 7°10′12″N 168°45′00″E | 40,56            |
| Y     | 8°16′12″N 168°37′48″E | 15,25            |